# Sphagnum pallens
Sphagnum pallens är en bladmossart som beskrevs av Warnstorf och Jules Cardot 1907. Sphagnum pallens ingår i släktet vitmossor, och familjen Sphagnaceae. Inga underarter finns listade i Catalogue of Life.